# Zvjezdana vrata SG-1 (sezona 3)
Treća sezona znanstveno fantastične serije Zvjezdana vrata SG-1 sastoji se od 22 epizode (kao i druga). Prvo emitiranje treće sezone počelo je 25. lipnja 1999. godine na Showtimeu. U ovoj sezoni članovi SGC-a u ime Zemlje sklapaju sporazum o nenapadanju sa Sistemskim lordovima. Prvi put susreću Unase, izvanzemaljsku vrstu koja je bila prvi domaćin Goa'uldima. Daniel započinje potragu za sinom svoje pokojne žene Share koju je obuzeo Goa'uld Amanuet. To dijete posjeduje svo genetičko znanje Goau'lda, a rođen je u ljudskom obliku, te zbog toga može biti ključ spasenja od goa'uldske okupacije.

## Epizode
- 1. Pod vatrom
- 2. Seth
- 3. Poštena igra
- 4. Ostavština
- 5. Krivulja učenja
- 6 Točka gledišta
- 7. Mrtvačeva zamjena
- 8. Demoni
- 9. Ratna pravila
- 10. Vječnost u danu
- 11. Prošlost i sadašnjost
- 12. Jolinarina sjećanja
- 13. Vrag kojeg poznaješ
- 14. Uporište
- 15. Pretvaranje
- 16. Urgo
- 17. Stotinu dana
- 18. Sive nijanse
- 19. Nova osnova
- 20. Materinski instinkt
- 21. Kristalna lubanja
- 22. Suparnik